# Eupithecia licita
Eupithecia licita là một loài bướm đêm trong họ Geometridae.